# Bào đồng lan khảo
Bào đồng lan khảo (danh pháp khoa học: Paulownia elongata) là một loài thực vật thuộc họ Paulowniaceae. Đây là loài bản địa Trung Quốc. Nó được Shiu Ying Hu mô tả chính thức năm 1959.

## Mô tả
Cây gỗ, cao đến trên 10 m; tán lá hình nón rộng; nhiều phần có lông măng hình sao. Cành non màu nâu, với các mô xốp hột đậu lồi. Phiến lá thường hình trứng-hình tim, đến 34 cm, xa trục có lông hình cây không cuống rậm, gần trục nhẵn, đáy hình tim tới gần thuôn tròn, mép lá thường nguyên, đôi khi góc cạnh bất thường hay có thùy, đỉnh thu hẹp dần và nhọn. Chùy hoa hình chóp đến hình nón hẹp, khoảng 30 cm; xim hoa 3-5 hoa; cuống xim hoa 0,8-2 cm, gần dài bằng cuống hoa. Đài hoa hình nón ngược 1,6-2 cm; ống nhẵn; thùy 5, đến 1/3 chiều dài đài hoa. Tràng hoa màu tía đến trắng hồng, hình phễu-hình chuông, 7-9,5 X 4-5 cm, hơi cong, có gờ mặt bụng, mặt ngoài có tuyến và lông hình sao, mặt trong nhẵn nhụi và có đốm tía; phiến cánh hoa đường kính 4-5 cm. Nhị đến 2,5 cm. Bầu nhụy và đầu nhụy có tuyến; đầu nhụy 3-3,5 cm. Quả nang hình trứng, hiếm khi hình trứng-elipxoit, 3,5-5 cm, có lông măng hình sao; đài bền hình đĩa; mỏ 4-5 mm; vỏ quả ngoài 1-2,5 mm. Hạt 4-5 mm gồm cả cánh. Ra hoa tháng 4-5, tạo quả trong mùa thu.

## Môi trường sống
Mọc hoang dã hay được gieo trồng; ở cao độ thấp. Có tại các tỉnh An Huy, Hà Bắc, Hà Nam, Hồ Bắc, Giang Tô, Thiểm Tây, Sơn Đông, Sơn Tây.
Du nhập vào Bangladesh.